# Traumatologi
Traumatologi (af græsk τραυματολογία afledt af trauma, dvs. fysiske traumer, som i kirurgisk sammenhæng er en fysisk skade på kroppen) er den del af lægevidenskaben som beskæftiger sig med fysiske traumer.
Den moderne traumatologi applicerer aggressiv, dvs. meget aktiv, behandling af traumepatienter. Principperne er til stor del hentet fra den moderne krigskirurgi og går ud på i første omgang at opretholde patientens livsfunktioner og herefter at man tidligt opererer patienten med fjernelse af dødt væv og med kirurgiske metoder hindrer infektion i det skadede væv, foretager evt. nødvendige osteosynteser og herefter hurtigst muligt får patienten mobiliseret (op at gå). Traumatologien er knyttet til alle kirurgiske specialer med tæt samarbejde med anæstesiologerne, men er primært sammenhørende med ortopædkirurgien.